# 庙港
庙港位于苏州市吴江区七都镇的太湖畔，是隶属于七都镇管理的一个居委会片区。庙港西面太湖，北有太浦河穿过，河上有横扇大桥，匠人港、通海港、崔家港、姚家港、徐港、横路港、亭子港、大咸港等大小港口均属庙港管理。太浦河北岸有宝安寺娘娘庙。汽车可经由国道50-省道230抵达庙港。
2006年，南怀瑾在庙港定居，在太湖畔开办了太湖大学堂并讲学。